# Эрик Маркус
Эрик Маркус дос Сантос Оливейра до Кармо (порт.-браз. Erick Marcus dos Santos Oliveira do Carmo); более известный, как Эрик Маркус род. 1 марта 2004, Рио-де-Жанейро) — бразильский футболист, вингер клуба «Лудогорец».

## Клубная карьера
Маркус — воспитанник клуба «Васко да Гама». 31 января 2023 года в матче Лиги Кариока против «Волта-Редонда» он дебютировал за основной состав. 24 февраля в поединке Кубка Бразилии против «Трена» Эрик забил свой первый гол за «Васко да Гама». 2 мая в матче против «Баии» он дебютировал в бразильской Серии A. Летом 2024 года Маркус на правах аренды перешёл в болгарский «Лудогорец». 15 сентября в матче против «Крумовграда» он дебютировал в чемпионате Болгарии. В этом же поединке Эрик забил свой первый гол за «Лудогорец». 7 ноября в матче Лиги Европы против испанского «Атлетик Бильбао» он отметился забитым голом.